# Episodi di Summer Camp (quarta stagione)
La quarta stagione di Summer Camp è in onda negli Stati Uniti dal 20 giugno 2019 al 24 luglio 2020 sul canale Disney Channel e In Italia la sitcom è stata interamente pubblicata su Disney+ il 29 gennaio 2021. 
|    | Titolo originale                  | Titolo italiano                      | Prima TV USA     | Prima TV Italia |
| -- | --------------------------------- | ------------------------------------ | ---------------- | --------------- |
| 1  | Who da Boss? Lou da Boss!         | Chi è il capo? Lou è il capo!        | 20 giugno 2019   | 29 gennaio 2021 |
| 2  | Kikiwaka's Got Talent             | Kikiwaka's Got Talent                | 27 giugno 2019   | 29 gennaio 2021 |
| 3  | Yes, Lies and Tower Escape        | I sì, le bugie e la fuga dalla torre | 4 luglio 2019    | 29 gennaio 2021 |
| 4  | An Udder Disaster                 | Cara mamma ti scrivo                 | 11 luglio 2019   | 29 gennaio 2021 |
| 5  | Hot Spring Friend Machine         | Amicizia alla sorgente termale       | 18 luglio 2019   | 29 gennaio 2021 |
| 6  | Water Under the Dock              | Salviamo il lago!                    | 25 luglio 2019   | 29 gennaio 2021 |
| 7  | In Your Wildest Screams           | Incubo di una notte di mezza estate  | 5 ottobre 2019   | 29 gennaio 2021 |
| 8  | Inn Trouble                       | Ordine del topo muschiato            | 12 ottobre 2019  | 29 gennaio 2021 |
| 9  | Lake Rancid                       | Lago sporco                          | 19 ottobre 2019  | 29 gennaio 2021 |
| 10 | Between a Racoon and a Hard Place | Sport estremo ma non troppo          | 26 ottobre 2019  | 29 gennaio 2021 |
| 11 | Mo-Squito Mo Problems             | Zanzare nessun problema              | 2 novembre 2019  | 29 gennaio 2021 |
| 12 | Sore Lou-ser                      | Dolente Lou-perdente                 | 9 novembre 2019  | 29 gennaio 2021 |
| 13 | Lone Wolf                         | Lupo solitario                       | 16 novembre 2019 | 29 gennaio 2021 |
| 14 | Serf's Up-Rising                  | La rivolta dei servi                 | 23 novembre 2019 | 29 gennaio 2021 |
| 15 | Summer Winter Wonderland          | Paradiso invernale in estate         | 7 dicembre 2019  | 29 gennaio 2021 |
| 16 | Cramped Champions                 | Mai più così vicini                  | 10 gennaio 2020  | 29 gennaio 2021 |
| 17 | A Tale of Two Stackers            | La storia dei tue impilatori         | 17 gennaio 2020  | 29 gennaio 2021 |
| 18 | Whatever Floats Your Goat Boat    | Sopra la barca la capra campa        | 24 gennaio 2020  | 29 gennaio 2021 |
| 19 | Snow Cups and Fisticuffs          | Coppe di granita e pugni             | 31 gennaio 2020  | 29 gennaio 2021 |
| 20 | The S'more, the S'merrier         | Cambio amici                         | 7 febbraio 2020  | 29 gennaio 2021 |
| 21 | Lava at First Fight               | Lava a prima vista                   | 21 febbraio 2020 | 29 gennaio 2021 |
| 22 | Town and Clown Relations          | Relazioni tra municipio e clown      | 28 febbraio 2020 | 29 gennaio 2021 |
| 23 | Whisper Toots                     | Whisper Toots                        | 6 marzo 2020     | 29 gennaio 2021 |
| 24 | My Fairy Lady                     | La mia fata                          | 13 marzo 2020    | 29 gennaio 2021 |
| 25 | Party Pooper                      | Un convegno fuori città              | 20 marzo 2020    | 29 gennaio 2021 |
| 26 | Squatters' Fights                 | Lotta tra occupanti abusivi          | 21 giugno 2020   | 29 gennaio 2021 |
| 27 | Three Stars and a Baby            | Massimo dei voti e una bimba         | 28 giugno 2020   | 29 gennaio 2021 |
| 28 | Manic Moose Day                   | Il giorno frenetico dell'alce        | 12 luglio 2020   | 29 gennaio 2021 |
| 29 | Breaking Barb                     | Scambio con Barb                     | 19 luglio 2020   | 29 gennaio 2021 |
| 30 | Raven About Bunk'd: Part 2        | Raven su Summer Camp: Seconda parte  | 24 luglio 2020   | 29 gennaio 2021 |